# クローニッヒ・ペニーのモデル
クローニッヒ・ペニーのモデル(英: Kronig–Penney model)は結晶内での電子の挙動を近似的に記述する量子力学的なモデルの1つである。周期的な井戸型ポテンシャル型の一次元のモデルであり、狭義には周期的にデルタ関数型のポテンシャルを持つモデルを指すこともある。1931年にラルフ・クローニッヒとウィリアム・ペニーによって提出された。バンド理論の基本的な枠組みをこのモデルで説明することができる。

## クローニッヒ・ペニー・ポテンシャル

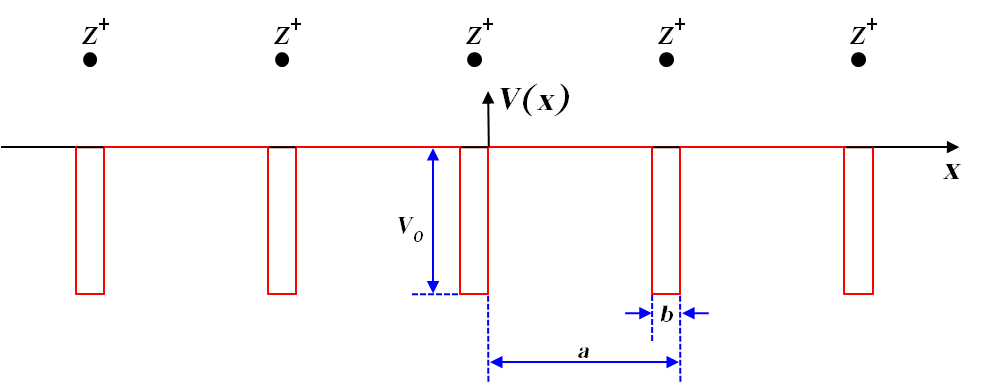

クローニッヒ・ペニーのモデルのポテンシャル V は n を任意の整数として以下のように表される。
{\displaystyle V(x)={\begin{cases}0&(na\leq x<(n+1)a-b)\\V_{0}&((n+1)a-b\leq x<(n+1)a)\end{cases}}}
このポテンシャルは周期 a を持っている。
特に重要なのは b→0 かつ V0→∞ の極限を取ったモデルでこれはディラックのデルタ関数を用いて以下のようなくし型関数(comb関数)で表される。
{\displaystyle V(x)=\sum _{n}\delta (x-na)}
これは間隔 a で一次元に配列している原子によるポテンシャルを荒く近似したものと考えることができる。

## ブロッホの定理・周期的境界条件
ポテンシャルが周期的な場合、ブロッホの定理よりシュレーディンガー方程式の固有関数は次を満たさなければならない。
{\displaystyle \psi (x)=e^{ikx}u(x)}
ここでu(x)は、u(x + a) = u(x)を満たす周期関数である。数学において{\displaystyle k}はフロケ指数と呼ばれる。
格子の両端付近では、境界条件が問題となる。ここでボルン=フォン・カルマン境界条件を課す。
{\displaystyle \psi (0)=\psi (L)}
ただし格子の長さLはL ≫ aであるとする。格子中のイオン(つまりポテンシャル井戸)の数をNとすると、aN = Lである。
ブロッホの定理を適用すると、kが量子化される。
{\displaystyle \psi (0)=e^{ik\cdot 0}u(0)=e^{ikL}u(L)=\psi (L)}
{\displaystyle \Rightarrow u(0)=e^{ikL}u(L)=e^{ikL}u(Na)}
{\displaystyle \Rightarrow e^{ikL}=1}
{\displaystyle \Rightarrow kL=2\pi n}
{\displaystyle \Rightarrow k={2\pi  \over L}n\qquad \left(n=0,\pm 1,\dots ,\pm {N \over 2}\right)}

## シュレーディンガー方程式の解
ブロッホの定理を用いると、1周期での解だけを見つければ良いことになる。
ポテンシャルの1周期の中には2つの領域があり、それぞれを独立に解く。
本来シュレーディンガー方程式はエネルギーについての固有値方程式であるが、ここでは一先ずエネルギー固有値Eは求めるものではないと見なす。
するとシュレーディンガー方程式は微分方程式となる。
そして微分方程式の解を固有値問題に代入してEを求め、解としての妥当性を検証する。
まずEが井戸の高さより高い(E>0)として、2つの領域の解を求める。
{\displaystyle 0<x<a-b}でのシュレーディンガー方程式は、
{\displaystyle {-\hbar ^{2} \over 2m}\psi _{xx}=E\psi }
この微分方程式の解は、あるαを用いて次のように表される。
{\displaystyle \psi =Ae^{i\alpha x}+A'e^{-i\alpha x}=e^{ikx}\left(Ae^{i(\alpha -k)x}+A'e^{-i(\alpha +k)x}\right)}
ブロッホの定理より、
{\displaystyle u(x)=Ae^{i(\alpha -k)x}+A'e^{-i(\alpha +k)x}\,\!}
固有値方程式に代入することで、エネルギーはαを用いて次のように求められる。
{\displaystyle \alpha ^{2}\equiv {2mE \over \hbar ^{2}}}
同様に、{\displaystyle -b<x<0} でのシュレーディンガー方程式は、
{\displaystyle {-\hbar ^{2} \over 2m}\psi _{xx}=(E+V_{0})\psi }
この微分方程式の解は、あるβを用いて次のように表される。
{\displaystyle \psi =Be^{i\beta x}+B'e^{-i\beta x}\quad \left(\beta ^{2}\equiv {2m(E+V_{0}) \over \hbar ^{2}}\right).}
ブロッホの定理より、
{\displaystyle u(x)=Be^{i(\beta -k)x}+B'e^{-i(\beta +k)x}}

## 解の存在条件
以下、αとβ（またはE）とkが満たすべき条件について考える。
クローニッヒ・ペニーのモデルのシュレーディンガー方程式の解の存在条件は、以下の2つの条件から導出される永年方程式を解くことで導出される。 
- 波動関数 ψ とその一次微分が x = 0 および x = a で連続でなくてはならない（接続条件）。

{\displaystyle \psi (0^{-})=\psi (0^{+})\qquad \psi '(0^{-})=\psi '(0^{+})}
- 周期的ポテンシャルに対する波動関数がブロッホの定理を満たさなければならない。

{\displaystyle u(-b)=u(a-b)\qquad u'(-b)=u'(a-b)}
これらの条件により、次の行列が得られる。
{\displaystyle {\begin{pmatrix}1&1&-1&-1\\\alpha &-\alpha &-\beta &\beta \\e^{i(\alpha -k)(a-b)}&e^{-i(\alpha +k)(a-b)}&-e^{-i(\beta -k)b}&-e^{i(\beta +k)b}\\(\alpha -k)e^{i(\alpha -k)(a-b)}&-(\alpha +k)e^{-i(\alpha +k)(a-b)}&-(\beta -k)e^{-i(\beta -k)b}&(\beta +k)e^{i(\beta +k)b}\end{pmatrix}}{\begin{pmatrix}A\\A'\\B\\B'\end{pmatrix}}={\begin{pmatrix}0\\0\\0\\0\end{pmatrix}}.}
自明でない解を得るためには、この行列の行列式は0でなければならない。よってαとβ（つまりE）とkは次式を満たさなければならない。
{\displaystyle \cos(ka)=\cos(\beta b)\cos[\alpha (a-b)]-{\alpha ^{2}+\beta ^{2} \over 2\alpha \beta }\sin(\beta b)\sin[\alpha (a-b)]}
ここで簡単のため次の近似を行い、ポテンシャルをデルタ関数型にして考える。
{\displaystyle b\to 0,\quad V_{0}\to \infty ,\quad V_{0}b=\mathrm {constant} }
{\displaystyle \Rightarrow \beta ^{2}b=\mathrm {constant} ,\quad \alpha ^{2}b\to 0}
{\displaystyle \Rightarrow \beta b\to 0,;\quad \sin(\beta b)\to \beta b,\quad \cos(\beta b)\to 1}
すると、α（つまりE）とkは次式を満たさなければならない。
{\displaystyle \cos(ka)=\cos(\alpha a)-P{\frac {\sin(\alpha a)}{\alpha a}}\qquad \left(P\equiv {\frac {mV_{0}ba}{\hbar ^{2}}}\right)}
次にEが井戸の高さより低い場合(E>0)を考える。この場合、αとβとkは次式を満たさなければならない。
{\displaystyle \cos(ka)=\cos(\beta b)\cosh[\alpha (a-b)]+{\beta ^{2}-\alpha ^{2} \over 2\alpha \beta }\sin(\beta b)\sinh[\alpha (a-b)]\quad \left(\alpha ^{2}\equiv {2m|E| \over \hbar ^{2}},\quad \beta ^{2}\equiv {2m(V_{0}-|E|) \over \hbar ^{2}}\right)}
先ほどと同じ近似({\displaystyle b\to 0,\quad V_{0}\to \infty ,\quad V_{0}b=\mathrm {constant} })により、αとkは次式を満たさなければならない。
{\displaystyle \cos(ka)=\cos(\alpha a)+P{\frac {\sin(\alpha a)}{\alpha a}}}

## バンドギャップ

P = 1.5をもつ、分散関係におけるcos(k a)に等しい式の値。黒線は k が計算できるの領域。

P = 1.5をもつクローニッヒペニー模型の分散関係。

これまでの議論により、エネルギー固有値Eとブロッホ関数 ψk(x) = u(x)exp(ikx) で状態を指定する波数（結晶波数）kが満たさなければならない条件が得られた。
あるEの値を選べばαとβが求まり、cos(ka)を計算することができる。そして両辺の{\displaystyle \arccos }をとることでkを計算でき、Eとkの関係（分散関係）が得られる。
ただし電子が束縛されている場合(E < 0)、cos(ka)が1以上または-1以下になるEが存在し、その時この方程式を満たすkは存在しない。
逆に、k = nπ/a においてエネルギー値が不連続に変化し、シュレーディンガー方程式の解が存在しない E が現れる。
このことは、ポテンシャルが周期的になったことである特別な波数（結晶波数）kではシュレーディンガー方程式の固有関数が存在しないEが存在することを意味している。
すなわち、以下の2つの区間が存在することになる。
- E について解が存在する = その E の値をとることが許容された区間。これをエネルギーバンドと呼ぶ。
- E について解が存在しない = その E の値をとることが禁止された区間。これをバンドギャップと呼ぶ。

また k に対して E が連続な一つの区間はブリュアン領域に当たる。
クローニッヒ・ペニーモデルは、バンドギャップを示す最も単純な周期的ポテンシャルの1つである。
b→0 かつ U0→∞ の極限を取ったモデルにおける分散関係は、k = nπ/a (n は整数)以外の点では連続であり、k の絶対値の増加につれて E も増加する関数となる。

## バンドギャップの生じる理由
ポテンシャルの無い自由電子モデルにおいては波動関数は ψk(x) = u(x)exp(ikx) の形を持つ。一方、周期 a のポテンシャルを持つモデルにおいては、これに対応する波動関数はブロッホの定理より
{\displaystyle \psi _{k}(x)=\sum _{m}c_{m}e^{i(k-{\frac {2\pi m}{a}})x}}
の形を持つ。各項の係数 cm の絶対値(その2乗が波動関数への寄与と考えられる)は m = 0 が最大である。
クローニッヒ・ペニーのデルタ関数型のポテンシャルでは係数 cm は大雑把には (k−2πm/a)2−k2 の絶対値が小さいほど大きくなる。もっとも大きい係数 c0 の項と二番目に大きい絶対値を持つ項 cm の2項を用いて波動関数を
{\displaystyle \psi _{k}(x)=c_{0}e^{ikx}+c_{m}e^{i(k-{\frac {2\pi m}{a}})x}}
と近似できる。
k>0, U0 > 0 の条件を前提とすると、0 < k < π/a においては、c0 と cm (m=1) は反符号であり、cm の絶対値は 0 から k が増加するにつれて増加し、π/a で c0 と等しくなる。π/a < k < (5/3)π/a においては、c0 と cm (m=1) は同符号であり、cm (m=1) の絶対値は 2(n+1)π/a において c0 と等しく、k が増加するにつれて減少する。k = (5/3)π/a において (k−2πm/a)2−k2 の絶対値が m=1 と m=2 で等しくなり、これより k が大きくなると m=2 の項の寄与の方が大きくなる。 (5/3)π/a < k < 2π/a においては c0 と cm (m=2) は反符号であり、cm (m=2) の絶対値は k が増加するにつれて増加し、2π/a で c0 と等しくなる。
2π/a < k < (13/5)π/a においては c0 と cm (m=2) は同符号であり、cm (m=2) の絶対値は 2(n+1)π/a において c0 と等しく、k が増加するにつれて減少する。k = (13/5)π/aにおいて (k−2πm/a)2−k2 の絶対値が m=2 と m=3 で等しくなり、これより k が大きくなると m=3 の項の寄与の方が大きくなる。(13/5)π/a < k < 3π/a においては c0 と cm (m=3) は反符号であり、cm (m=2) の絶対値は k が増加するにつれて増加し、3π/a で c0 と等しくなる。3π/a < k < (25/7)π/a においては c0 と cm (m=3) は同符号であり、cm (m=1) の絶対値は 2(n+1)π/a において c0 と等しく、k が増加するにつれて減少する。
以上のように波動関数は変化していくが、k = nπ/a においては2つの波動関数が解となっている。すなわち k を小さい側から k → nπ/a に近づけた場合の解
{\displaystyle \psi _{k}(x)=c_{0}e^{ikx}-c_{0}e^{-ikx}}
と k を大きい側から k → nπ/a に近づけた場合の解
{\displaystyle \psi _{k}(x)=c_{0}e^{ikx}+c_{0}e^{-ikx}}
がある。差の形式の解においては波動関数はポテンシャルが値を持つ x = na の位置で 0 となりポテンシャルの影響を受けず、自由電子モデルの場合と同じエネルギー固有値を持つ。一方、和の形式の解においては、x = na の位置で波動関数は値を持つのでポテンシャルの影響を受けた分だけ高いエネルギー固有値を持つ。これにより k = nπ/a においてエネルギーが不連続にジャンプすることになり、バンドギャップが生じることになる。

## クローニッヒ・ペニーモデル: 別解
ここでデルタ型の周期ポテンシャルを考える。
{\displaystyle V(x)=A\cdot \sum _{n=-\infty }^{\infty }\delta (x-n\cdot a).}
Aはある定数で、aは格子定数（各サイト間の間隔）。
このポテンシャルは周期的であるため、これをフーリエ級数として展開できる。
{\displaystyle V(x)=\sum _{K}{\tilde {V}}(K)\cdot e^{i\cdot K\cdot x},}
ここで
{\displaystyle {\tilde {V}}(K)={\frac {1}{a}}\int _{-a/2}^{a/2}dx\,V(x)\,e^{-iKx}={\frac {1}{a}}\int _{-a/2}^{a/2}dx\sum _{n=-\infty }^{\infty }A\delta (x-na)\,e^{-iKx}={\frac {A}{a}}}.
ブロッホの定理によると波動関数は{\displaystyle \psi _{k}(x)=e^{ikx}u_{k}(x)}と表せ、{\displaystyle u_{k}(x)}は格子の周期性を持つ関数である。
このことは、{\displaystyle u_{k}(x)}もフーリエ級数として展開できることを意味する。
{\displaystyle u_{k}(x)=\sum _{K}{\tilde {u}}_{k}(K)e^{iKx}.}
よって波動関数は、
{\displaystyle \psi _{k}(x)=\sum _{K}{\tilde {u}}_{k}(K)\,e^{i(k+K)x}.}
これをシュレーディンガー方程式に代入すると、
{\displaystyle \left[{\frac {\hbar ^{2}(k+K)^{2}}{2m}}-E_{k}\right]\cdot {\tilde {u}}_{k}(K)+\sum _{K'}{\tilde {V}}(K-K')\,{\tilde {u}}_{k}(K')=0}
または、
{\displaystyle \left[{\frac {\hbar ^{2}(k+K)^{2}}{2m}}-E_{k}\right]\cdot {\tilde {u}}_{k}(K)+{\frac {A}{a}}\sum _{K'}{\tilde {u}}_{k}(K')=0}
ここで新しい関数を定義する。
{\displaystyle f(k):=\sum _{K'}{\tilde {u}}_{k}(K')}
これをシュレーディンガー方程式に代入すると、
{\displaystyle \left[{\frac {\hbar ^{2}(k+K)^{2}}{2m}}-E_{k}\right]\cdot {\tilde {u}}_{k}(K)+{\frac {A}{a}}f(k)=0}
これを{\displaystyle {\tilde {u}}_{k}(K)}について解くと、
{\displaystyle {\tilde {u}}_{k}(K)={\frac {{\frac {2m}{\hbar ^{2}}}{\frac {A}{a}}f(k)}{{\frac {2mE_{k}}{\hbar ^{2}}}-(k+K)^{2}}}={\frac {{\frac {2m}{\hbar ^{2}}}{\frac {A}{a}}}{{\frac {2mE_{k}}{\hbar ^{2}}}-(k+K)^{2}}}\,f(k)}
全てのKについてこの式を足し合わせると、
{\displaystyle \sum _{K}{\tilde {u}}_{k}(K)=\sum _{K}{\frac {{\frac {2m}{\hbar ^{2}}}{\frac {A}{a}}}{{\frac {2mE_{k}}{\hbar ^{2}}}-(k+K)^{2}}}\,f(k)}
または、
{\displaystyle f(k)=\sum _{K}{\frac {{\frac {2m}{\hbar ^{2}}}{\frac {A}{a}}}{{\frac {2mE_{k}}{\hbar ^{2}}}-(k+K)^{2}}}\,f(k)}
都合がよいことに、{\displaystyle f(k)}は打ち消しあい、
{\displaystyle 1=\sum _{K}{\frac {{\frac {2m}{\hbar ^{2}}}{\frac {A}{a}}}{{\frac {2mE_{k}}{\hbar ^{2}}}-(k+K)^{2}}}}
または、
{\displaystyle {\frac {\hbar ^{2}}{2m}}{\frac {a}{A}}=\sum _{K}{\frac {1}{{\frac {2mE_{k}}{\hbar ^{2}}}-(k+K)^{2}}}}
ここで式を簡単にするため、新しい変数を定義する。
{\displaystyle \alpha ^{2}:={\frac {2mE_{k}}{\hbar ^{2}}}}
これを用いると、
{\displaystyle {\frac {\hbar ^{2}}{2m}}{\frac {a}{A}}=\sum _{K}{\frac {1}{\alpha ^{2}-(k+K)^{2}}}}
ここでKは逆格子ベクトルである。つまりKについての和は、{\displaystyle {\frac {2\pi }{a}}}の整数倍にわたる和である。よって、
{\displaystyle {\frac {\hbar ^{2}}{2m}}{\frac {a}{A}}=\sum _{n=-\infty }^{\infty }{\frac {1}{\alpha ^{2}-(k+{\frac {2\pi n}{a}})^{2}}}}
ここで部分分数分解を用いて式を変形すると、
{\displaystyle {\begin{aligned}{\frac {\hbar ^{2}}{2m}}{\frac {a}{A}}&=\sum _{n=-\infty }^{\infty }{\frac {1}{\alpha ^{2}-(k+{\frac {2\pi n}{a}})^{2}}}\\&=-{\frac {1}{2\alpha }}\sum _{n=-\infty }^{\infty }\left[{\frac {1}{(k+{\frac {2\pi n}{a}})-\alpha }}-{\frac {1}{(k+{\frac {2\pi n}{a}})+\alpha }}\right]\\&=-{\frac {a}{4\alpha }}\sum _{n=-\infty }^{\infty }\left[{\frac {1}{\pi n+{\frac {ka}{2}}-{\frac {\alpha a}{2}}}}-{\frac {1}{\pi n+{\frac {ka}{2}}+{\frac {\alpha a}{2}}}}\right]\\&=-{\frac {a}{4\alpha }}\left[\sum _{n=-\infty }^{\infty }{\frac {1}{\pi n+{\frac {ka}{2}}-{\frac {\alpha a}{2}}}}-\sum _{n=-\infty }^{\infty }{\frac {1}{\pi n+{\frac {ka}{2}}+{\frac {\alpha a}{2}}}}\right]\end{aligned}}}
cot関数の和の良い恒等式 (Equation 18)
{\displaystyle \cot(x)=\sum _{n=-\infty }^{\infty }{\frac {1}{n\pi +x}}}
を代入すると、
{\displaystyle {\frac {\hbar ^{2}}{2m}}{\frac {a}{A}}=-{\frac {a}{4\alpha }}\left[\cot \left({\tfrac {ka}{2}}-{\tfrac {\alpha a}{2}}\right)-\cot \left({\tfrac {ka}{2}}+{\tfrac {\alpha a}{2}}\right)\right]}
cotの和を用い、sinの積（cotの和の公式の一部）
{\displaystyle \cos(ka)=\cos(\alpha a)+{\frac {mA}{\hbar ^{2}\alpha }}\sin(\alpha a)}
この式は、αを通じたエネルギーと波数ベクトルkの関係を示す。見てわかるように、この式の右辺は-1から1の範囲のみであるため、これらの式の解が存在しないαがある。つまり系がとることができないある範囲のエネルギーがある（エネルギーギャップ）。これがいわゆるエネルギーギャップで、デルタ型または長方形型の障壁だけでなく全ての形の周期ポテンシャルで存在する。
バンド間のギャップについての別の詳細な計算について、また1次元シュレーディンガー方程式の固有値の準位分裂については文献 を参照。コサイン型ポテンシャル（マシュー方程式）での結果についても、文献で詳細に与えられている。